# دهستان چانف
دهستان چانف، یکی از دهستان‌های بخش آهوران شهرستان نیک‌شهر در استان سیستان و بلوچستان ایران است. مرکز این دهستان، شهر چانف است.

## جمعیت
بر پایه سرشماری عمومی نفوس و مسکن در سال ۱۳۹۵، جمعیت دهستان چانف برابر با ۷٬۶۶۷ نفر بوده است.